# Fortschritte der Physik
Progress of Physics / Fortschritte der Physik is een internationaal, aan collegiale toetsing onderworpen wetenschappelijk tijdschrift op het gebied van de theoretische fysica.
De naam wordt in literatuurverwijzingen meestal afgekort tot Progr. Phys. Fortschr. Phys. Het wordt uitgegeven door John Wiley and Sons en verschijnt maandelijks.
Fortschritte der Physik is in 1953 in de DDR opgericht. De Engelse naam is later toegevoegd. Het tijdschrift publiceert voornamelijk overzichtsartikelen.